# Kaan Kanak
Kaan Kanak (Yozgat, 6 ottobre 1990) è un calciatore turco, difensore del Manisa.

## Palmarès

### Club

#### Competizioni nazionali
- TFF 1. Lig: 1

Adana Demirspor: 2020-2021